# レッド川流域

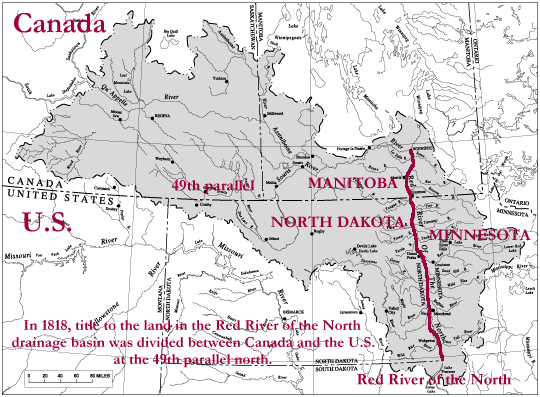
レッド川の流域

レッド川流域（Red River Valley）は、「北のレッド川」とも呼ばれるレッド川の流れに沿った、北アメリカ中部にある地域。その比較的肥沃な土地と、ファーゴ、グランドフォークス、ウィニペグという人口の多い都市を持つことから、ノースダコタ州、ミネソタ州、マニトバ州の地理において重要な地域である。地質時代においては古レッド川は、この地域に存在した大きな湖であるアガシー湖に注いでおり、古レッド川によって運搬されたシルトは広範囲に沈殿した。

## 合衆国の歴史的な重要性
合衆国政府は、1818年のアングロ＝アメリカン会議の後に所有権を確保したノースダコタ北東部とミネソタ北西部の地域を一般的に表すのに、「レッド川流域」という用語を使用している。北のレッド川周辺を中心にして、これらの土地は以前イギリスの支配のもとにあった（ハドソン湾に流れる河の流域は全て「ルパートランド」と呼ばれるイギリス領となっていた）。
1818年の条約の第2条においてロッキー山脈までの北緯49度線がアメリカ合衆国とカナダの正式な国境と宣言され、該当する土地が合衆国の一部となった（この国境線は1846年にオレゴン条約のもとで太平洋まで延長された）。条約で獲得した土地の面積は29,601,920エーカー(119,794.72 km²)で、アメリカの国土の総面積の1.3%にあたる。アメリカはこの所有権を何の犠牲もなく手に入れた。この地域は長年にわたって過疎地である。ミネソタにおいては地域区分の一つとなっている。